# Campus Saint-Germain-des-Prés
Campus Saint-Germain-des-Prés, dříve centre universitaire des Saints-Pères je univerzitní kampus, který se nachází na adrese 45, rue des Saints-Pères ve čtvrti Saint-Germain-des-Prés v 6. obvodu, sestávající z budovy obsazené univerzitou Paris-Cité. Kampus byl původně postaven pro potřeby lékařské fakulty.

## Historie
První projekty vznikly v roce 1929, kdy byly zvažovány různé lokality, než v roce 1934 bylo rozhodnuto postavit jej v prostoru bývalé nemocnice Charité. Stavbou byli pověřeni Jacques Debat-Ponsan, Louis Madeline a Armand Guéritte, ale mezitím byla část pozemku přidělena na stavbu základní školy, což architekty přimělo uvažovat o vyšší budově, než se původně plánovalo. Práce začaly v roce 1936, ale práce musely být přerušeny v roce 1942 na příkaz okupačních úřadů.
Po osvobození byl projekt přehodnocen: plánovalo se umístění lékařské fakulty jinde a přidělení dosud nedokončené budovy jiným institucím (École nationale supérieure des beaux-arts a/nebo École nationale des ponts et chaussées). Počáteční zadání však bylo potvrzeno a budova byla v roce 1953 otevřena.

## Složení
Tento soubor sdružuje týmy, laboratoře a výzkumné ústavy z různých vědeckých oblastí a z humanitních a společenských věd. Oproti původnímu záměru již kampus neslouží lékařské fakultě, sídlící na jiných místech (Cordeliers, Cochin, Bichat a Necker). Spolu s kampusem Grands Moulins tvoří jeden ze dvou hlavních kampusů univerzity Paris-Cité.